# Pembabrilvogel
De pembabrilvogel (Zosterops vaughani) is een zangvogel uit de familie Zosteropidae (brilvogels). Deze vogel is genoemd naar de Engelse jurist en ornitholoog John Henry Vaughan (1892-1965) die het eerste exemplaar had verzameld.

## Verspreiding en leefgebied
Deze soort is endemisch op Tanzaniaanse eiland Pemba.

## Status
De grootte van de populatie is niet gekwantificeerd maar de soort wordt omschreven als zeer algemeen. Op de Rode lijst van de IUCN heeft deze soort de status niet bedreigd.